# Asian Society of Human Services
Asian Society of Human Services（アジアヒューマンサービス学会）とは、医療、教育、福祉、経済など幅広い分野をつなぎ、学際的な研究成果を発信している国際学会である。年4回の学術ジャーナルを発行し、年2回の国際学術大会を開催している。

## 正式名称
[Asian Society of Human Services], （略称：ASHS）

## 趣旨
ヒューマンサービスとは、「人を援助する」「支援する」上で直面する社会的課題を映し出す言葉であり、社会福祉分野、医療・看護分野、心のケアにかかわる心理臨床分野、長寿社会のヘルスプロモーション分野、育児や保育などの家族支援分野、生涯学習時代に対応した教育分野、雇用流動化に対応したキャリア開発分野など、ヒューマンサービスと総称できる領域は、拡大している。

## 設立日
- 2010年10月01日 学会の前身として「Asia Human Service研究会」が発足
- 2011年09月01日 「Asian Society of Human Services（アジアヒューマンサービス学会）」が発足